# Temburocera ignicans
Temburocera ignicans är en insektsart som beskrevs av Walker 1857. Temburocera ignicans ingår i släktet Temburocera och familjen dvärgstritar. Inga underarter finns listade i Catalogue of Life.